# Processo del lavoro
Il processo del lavoro, nell'ordinamento processuale italiano, disciplina le controversie giudiziali in materia di lavoro dinanzi al giudice del lavoro.

## Storia
Disciplinato dal codice di procedura civile italiano, segue un rito speciale introdotto con la legge 11 agosto 1973, n. 533 per la trattazione di tutte le controversie relative a rapporti di lavoro ed in materia di previdenza ed assistenza obbligatorie.
Successivamente è intervenuta la legge 4 novembre 2010, n. 183, che ha semplificato alcuni aspetti e le fasi del procedimento, stabilendo inoltre che chi intenda proporre un’azione legale non sia più obbligato a promuovere un previo tentativo di conciliazione, tranne nel caso la controversia riguardi contratti di lavoro certificati ai sensi del d.lgs 10 settembre 2003, n. 276.

## Campo di applicazione
Il rito è disciplinato dagli articoli 409 e seguenti del codice di procedura civile, si differenzia da quello ordinario per una maggiore celerità, per i più ampi poteri istruttori riconosciuti al giudice del lavoro, e si ispira a principi di oralità e di concentrazione. Competente è il giudice del lavoro nelle controversie relative a rapporti di lavoro subordinato pubblico e privato, compresi i rapporti di lavoro alle dipendenze di datori non imprenditori (es. lavoro domestico).
La controversia può riguardare qualsiasi aspetto del rapporto; in particolare, a mero titolo esemplificativo:
- L'impugnazione dei licenziamenti;
- L'impugnazione dei trasferimenti;
- L'applicazione di sanzioni disciplinari;
- La violazione delle regole relative alla costituzione del rapporto;
- Le pretese di natura retributiva (mensilità, trattamento di fine rapporto);
- Il risarcimento dei danni conseguenti a violazioni di regole imperative (mancata fruizione di ferie, danni da infortunio, mancato versamento dei contributi previdenziali);
- L'inquadramento del lavoratore (attribuzione a mansioni superiori, demansionamento);
- La violazione degli obblighi di fedeltà e non concorrenza (artt. 2105 c.c.).

Il rito speciale in oggetto si applica, inoltre, anche a controversie estranee all'ambito del rapporto di lavoro subordinato, quali quelle relative a:
1. rapporti di lavoro alle dipendenze di enti pubblici e delle pubbliche amministrazioni italiane (art. 409 c.p.c.; art. 63, d. lgs. n. 165/2001);
2. rapporti di agenzia e di rappresentanza commerciale, se caratterizzati da prestazione d'opera continuativa e coordinata e prevalentemente personale (art. 409 c.p.c.);
3. rapporti di collaborazione coordinata e continuativa (art. 409 c.p.c.);
4. prestazioni previdenziali e assistenziali obbligatorie (art. 442 c.p.c.);
5. contratti agrari (mezzadria, colonia parziaria, compartecipazione agraria, affitto a coltivatore diretto), anche se in questo caso il giudice competente è identificato nelle sezioni specializzate agrarie previste dalla legge n. 320/1963 (art. 409 c.p.c.);
6. locazione e comodato di immobili urbani e affitto di aziende (art. 447-bis c.p.c.), innanzi al tribunale ordinario.

## Il primo grado di giudizio

### Competenza
Le controversie in materia di lavoro e previdenza e assistenza obbligatorie dal 1999 sono di competenza del Tribunale in composizione monocratica in funzione di giudice del lavoro (in precedenza erano di competenza del Pretore). Il giudice del lavoro ha sede solo nel tribunale principale del circondario. Si tratta di una competenza esclusiva per materia, quindi l'organo è competente a conoscere tutte le controversie nelle materie ad esso devolute indipendentemente dal loro valore.
La competenza per territorio si determina riferendosi al luogo in cui è sorto il rapporto, o quello in cui si trova l'azienda ovvero una sua dipendenza presso la quale il rapporto ha o aveva effettivo svolgimento. Se la controversia attiene a rapporti di collaborazione coordinata e continuativa, di agenzia e di rappresentanza commerciale, ha competenza esclusiva il giudice del luogo in cui il collaboratore (o agente, o rappresentante) ha il proprio domicilio. In materia di previdenza ed assistenza obbligatorie, invece, la competenza per territorio si determina in base alla residenza dell'attore.

### Svolgimento
La domanda si propone con ricorso, il quale deve necessariamente contenere l'indicazione del giudice, le generalità del ricorrente e del convenuto, la determinazione dell'oggetto della domanda, l'esposizione dei fatti e delle ragioni di diritto su cui si fonda la domanda, le conclusioni, l'indicazione specifica dei mezzi di prova e in particolare dei documenti prodotti. Il ricorso va depositato nella cancelleria del giudice, il quale fissa con decreto l'udienza di prima comparizione nei successivi 5 giorni. A tale udienza, che deve essere tenuta entro 60 giorni dalla presentazione del ricorso, le parti devono essere personalmente presenti. Ricorso e decreto devono essere notificati entro 10 giorni al convenuto. Tra le notifica e l'udienza devono intercorrere almeno 30 giorni.
Il convenuto deve costituirsi in giudizio almeno 10 giorni prima dell'udienza, pena la decadenza dalla possibilità di sollevare eccezioni e proporre domande riconvenzionali. Nella memoria difensiva il convenuto deve prendere posizione in modo preciso sui fatti allegati dal ricorrente, proporre le sue difese, indicare i mezzi di prova e depositare i documenti ritenuti rilevanti. A pena di decadenza, è tenuto a sollevare le eccezioni non rilevabili d'ufficio e proporre le eventuali domande riconvenzionali.
Nell'udienza fissata per la discussione della causa il giudice interroga liberamente le parti e tenta la conciliazione, formulando una proposta transattiva (cfr legge 183/2010). Il dichiarato ed espresso rifiuto della proposta transattiva del giudice, senza giustificato motivo, costituisce comportamento valutabile dal giudice ai fini del giudizio. Se una parte non si presenta, il giudice può desumere da tale condotta “argomenti di prova” ex art. 116 c.p.c. L'interrogatorio libero non rappresenta tuttavia mezzo di prova, ma serve solo a chiarire al giudice i termini della controversia.
Se la conciliazione riesce, il giudice ne redige verbale che ha efficacia di titolo esecutivo. Se non riesce, il giudizio procede, dapprima con l'esame delle questioni pregiudiziali e quindi con l'ammissione delle prove richieste dalle parti.
L'assunzione delle prove può avvenire nella stessa udienza, ma usualmente il giudice rinvia tale incombente ad un'udienza successiva. Rispetto al rito ordinario, il giudice del lavoro ha poteri più ampi, anche sotto l'aspetto istruttorio. Egli può, ad esempio, ordinare d'ufficio l'esibizione di documenti, accedere al luogo di lavoro, chiedere informazioni ai sindacati, disporre l'ammissione di qualsiasi mezzo di prova anche fuori dai limiti del codice di procedura (con l'esclusione del solo giuramento), ridurre le liste testimoniali.
Esaurita l'istruttoria, se il giudice lo ritiene necessario, su richiesta delle parti, concede alle stesse un termine non superiore a dieci giorni per il deposito di note difensive, rinviando la causa all'udienza immediatamente successiva alla scadenza del termine per la discussione e la pronuncia della sentenza (art 429 cpc).

### La sentenza
La sentenza ha immediata esecutività; essa può essere tuttavia sospesa dal giudice d'appello quando:
1. l'esecuzione potrebbe comportare "gravissimo danno" al datore di lavoro (se ad agire è il lavoratore)
2. ricorrono "gravi motivi" e l'esecuzione è iniziata (se è il datore di lavoro ad agire)
3. vi sono "gravi e fondati motivi", anche in relazione alla possibilità di insolvenza di una delle parti (solo per i procedimenti radicati dopo il 01.03.2006 ex art. 283 c.p.c.)

Il lavoratore può avviare l'esecuzione anche in base al solo dispositivo della sentenza, possibilità che è invece preclusa al datore di lavoro. In ogni caso in cui vi sia condanna al pagamento di somme di denaro in favore del lavoratore, il giudice deve condannare il datore anche al pagamento degli interessi legali e della rivalutazione monetaria, con decorrenza dal giorno di maturazione del diritto a quello di effettivo pagamento, salvo che non si tratti di un rapporto di pubblico impiego, essendo in questo caso dovuti solo gli interessi legali.

## Il secondo grado
La parte soccombente può proporre appello contro le sentenze pronunciate dal tribunale, depositando ricorso nella cancelleria della Corte d'appello competente, nel termine di 30 giorni ove la sentenza sia stata  ad essa notificata, o in caso contrario entro sei mesi dalla pubblicazione.
Il ricorso deve contenere le stesse indicazioni previste per la proposizione della domanda in primo grado, nonché la specifica indicazione dei motivi dell'impugnazione. Il Presidente della Corte nomina il consigliere relatore e fissa con decreto l'udienza di discussione, dandone quindi comunicazione all'appellante. Ricorso e decreto vanno notificati alla controparte. Tra la notifica e l'udienza devono intercorrere termini non inferiori a 25 giorni. L'appellato deve costituirsi almeno 10 giorni prima dell'udienza.
In grado d'appello non è ammesso il mutamento della domanda, né l'introduzione di domande nuove o nuove eccezioni. Non sono ammessi neppure nuovi mezzi di prova, salvo che il Collegio li ritenga indispensabili ai fini del decidere. Nell'udienza di discussione, il giudice relatore riassume i termini della controversia, le parti discutono oralmente la causa, e infine il Collegio decide, dando lettura del dispositivo. Le pronunce in grado d'appello possono essere impugnate con ricorso per cassazione secondo i principi generali in tema di impugnazioni.

## Le spese di giustizia
Con la riforma del 1973, venne stabilita la totale gratuità dei procedimenti giudiziari in materia di lavoro e di previdenza ed assistenza obbligatorie previsti e disciplinati dal Titolo IV del Libro II del codice di procedura civile. In particolare, l'art. 10 della predetta legge modificò in questo senso la precedente legge 2 aprile 1958, n. 319. Tale esenzione fiscale, in base alla quale il procedimento è esente da qualsivoglia tributo, tassa, diritto o imposta, è rivolta evidentemente a favorire un agevole accesso alla giustizia per la tutela dei propri diritti da parte dei lavoratori e dei soggetti assistiti (lavoratori licenziati, disoccupati, invalidi, pensionati), parti deboli del rapporto giuridico dedotto in giudizio. 
Tale principio, frutto dello spirito solidaristico e di garanzia sociale che muove tutto l'impianto della legge di riforma del processo del lavoro, è stato dapprima cancellato dalla legge 6 agosto 2008, n. 133 e di poi ripristinato con effetto ex tunc ad opera dell'art. 3 del decreto-legge n. 200 del 22 dicembre 2008, convertito con legge 18 febbraio 2009, n. 9. In base alle norme introdotte dal successivo decreto legge 6 luglio 2011, n. 98 - convertito in legge 15 luglio 2011, n. 111 - la gratuità del processo del lavoro è venuta comunque parzialmente meno, essendo ora dovuto il pagamento del contributo unificato per la fase di cognizione delle controversie individuali di lavoro, previdenza e assistenza obbligatorie nella misura ridotta stabilita dall'art. 9, comma 1-bis del D.P.R. 30 maggio 2002, n. 115, laddove il ricorrente percepisca un reddito superiore alla soglia individuata nella stessa norma.

## Dati statistici
Secondo i dati ISTAT del 2007, un processo del lavoro in Italia dura mediamente 949 giorni, variabili dai 1303 giorni di Catanzaro, ai 320-350 giorni di Milano, Torino e Trento, che hanno raggiunto un pieno equilibrio dei flussi, riuscendo a smaltire nell'anno le nuove pendenze aperte.
Il 28 gennaio 2009 l'Osservatorio sulla Giustizia del Lavoro, del Tribunale di Milano, è stato tra i primi in Italia a promuovere un Protocollo per i Processi del Lavoro, al fine di razionalizzare ed accelerare i tempi del processo del lavoro.
Il 3 marzo 2012 Andrea Ichino e Paolo Pinotti in una loro inchiesta relativa ai Tribunali di Milano, Roma e Torino hanno scritto che la durata del processo, per licenziamento, dipende anche dalla velocità del singolo Giudice e dall'organizzazione dei rispettivi Tribunali.
Tale ricerca, ripresa dalla stampa nazionale, è stata al centro di riflessioni critiche anche da parte della magistratura italiana: il 6 marzo 2012 Carla Ponterio e Roberto Riverso, di Magistratura democratica, hanno inviato agli Autori una loro lettera di replica. Il 7 marzo 2012 Pietro Martello, Presidente della Sezione Lavoro del Tribunale di Milano, in una lettera indirizzata al Corriere della Sera ha affermato che: Nel 2011 la durata media del processo del lavoro a Milano è stata di 185 giorni.
Fra gli ostacoli all'efficienza della giustizia, il limite di dieci anni all'incarico del giudice del lavoro, periodo necessario per una formazione adeguata in una delle discipline giuridiche con la più vasta giurisprudenza e necessitanti di un lungo apprendistato, al maturare del quale è obbligatorio un cambiamento di funzioni del magistrato; inoltre, la mancata istituzione degli uffici del giudice che consentirebbe di realizzare collaborazioni con delega al funzionario di lavori di più semplice realizzazione (ricerche, sentenze ripetitive, studio del fascicolo, etc.), che ha un precedente a Milano dove sono state firmate convenzioni con l'Ordine degli avvocati finalizzate alla realizzazione di stages semestrali per laureati presso i magistrati del lavoro, riconosciuti come periodi di pratica forense.